# Pioz
Pioz è un comune spagnolo di 620 abitanti situato nella comunità autonoma di Castiglia-La Mancia.